# Бакхій
Ба́кхій (грец. βακχεῖος — «вакхічний») — в античному віршуванні трискладова стопа, яка має один короткий склад і два довгі ( ˘ ¯ ¯ ).
Довгий склад також міг розділятися на два коротких. Використовували в гімнах на честь бога Вакха, також його застосовували латинські поети. Протилежністю бакхієві є антибакхій.